# Fessanvilliers-Mattanvilliers
Fessanvilliers-Mattanvilliers ist eine französische Gemeinde mit 172 Einwohnern (Stand: 1. Januar 2022) im Département Eure-et-Loir in der Region Centre-Val de Loire; sie gehört zum Arrondissement Dreux und zum Kanton Saint-Lubin-des-Joncherets. 

## Geographie
Fessanvilliers-Mattanvilliers liegt etwa 47 Kilometer nordwestlich von Chartres. Umgeben wird Fessanvilliers-Mattanvilliers von den Nachbargemeinden Montigny-sur-Avre im Nordwesten und Norden, Bérou-la-Mulotière im Norden und Nordosten, Revercourt im Nordosten und Osten, Saint-Lubin-de-Cravant im Osten, Brezolles im Osten und Süden, Les Châtelets im Süden, Beauche im Südwesten und Westen sowie Rueil-la-Gadelière im Westen.

## Bevölkerungsentwicklung
| Jahr                       | 1962 | 1968 | 1975 | 1982 | 1990 | 1999 | 2006 | 2013 | 2020 |
| Einwohner                  | 123  | 105  | 111  | 106  | 121  | 137  | 159  | 172  | 176  |
| Quellen: Cassini und INSEE |      |      |      |      |      |      |      |      |      |

## Sehenswürdigkeiten

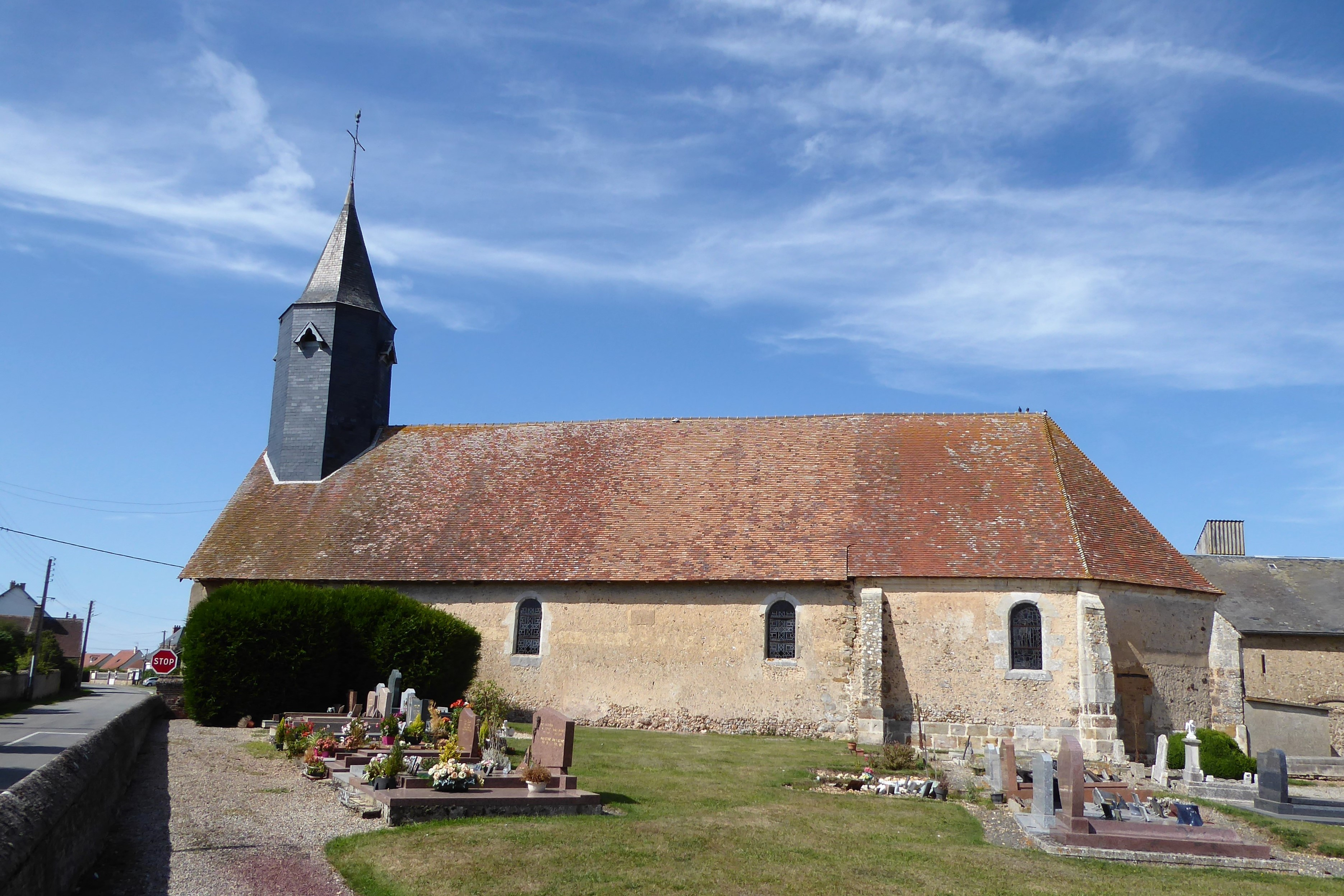
Kirche Saint-Sulpice

- Kirche Saint-Sulpice